# Vívás a 2014. évi nyári ifjúsági olimpiai játékokon
A 2014. évi nyári ifjúsági olimpiai játékokon a vívás versenyszámainak Nankingban az Nanking International Expo Center adott otthont augusztus 17. és 20. között. A fiúknál és lányoknál is 3–3 egyéni versenyszámot, ezen kívül egy vegyes csapat versenyszámot is rendeztek, amelyben azonos kontinens vívói alkottak csapatokat.

## Naptár
Az időpontok helyi idő szerint (UTC+8) értendők.
| Nap           | Időpont | Versenyszám    |
| ------------- | ------- | -------------- |
| Augusztus 17. | 09:30   | Lány tőr       |
| Augusztus 17. | 13:15   | Fiú kard       |
| Augusztus 18. | 09:30   | Lány párbajtőr |
| Augusztus 18. | 13:15   | Fiú párbajtőr  |
| Augusztus 19. | 09:30   | Fiú tőr        |
| Augusztus 19. | 13:15   | Lány kard      |
| Augusztus 20. | 09:30   | Vegyes csapat  |

## Éremtáblázat
(A táblázatokban Magyarország és a rendező ország eltérő háttérszínnel, az egyes számoszlopok legmagasabb értéke vastagítással kiemelve.)
| 2014. évi nyári ifjúsági olimpiai játékok éremtáblázata vívásban | 2014. évi nyári ifjúsági olimpiai játékok éremtáblázata vívásban | 2014. évi nyári ifjúsági olimpiai játékok éremtáblázata vívásban | 2014. évi nyári ifjúsági olimpiai játékok éremtáblázata vívásban | 2014. évi nyári ifjúsági olimpiai játékok éremtáblázata vívásban | Olimpia  |
| ---------------------------------------------------------------- | ---------------------------------------------------------------- | ---------------------------------------------------------------- | ---------------------------------------------------------------- | ---------------------------------------------------------------- | -------- |
|                                                                  | Ország                                                           | Arany                                                            | Ezüst                                                            | Bronz                                                            | Összesen |
| 1.                                                               | Oroszország (RUS)                                                | 2                                                                | 0                                                                | 1                                                                | 3        |
| –                                                                | Nemzetek vegyes csapatai                                         | 1                                                                | 1                                                                | 1                                                                | 3        |
| 2.                                                               | Dél-Korea (KOR)                                                  | 1                                                                | 1                                                                | 0                                                                | 2        |
| 3.                                                               | Magyarország (HUN)                                               | 1                                                                | 0                                                                | 1                                                                | 2        |
| 4.                                                               | Egyesült Államok (USA)                                           | 1                                                                | 0                                                                | 0                                                                | 1        |
| 4.                                                               | Lengyelország (POL)                                              | 1                                                                | 0                                                                | 0                                                                | 1        |
|                                                                  |                                                                  |                                                                  |                                                                  |                                                                  |          |
| 6.                                                               | Olaszország (ITA)                                                | 0                                                                | 2                                                                | 0                                                                | 2        |
| 7.                                                               | Svédország (SWE)                                                 | 0                                                                | 1                                                                | 1                                                                | 2        |
| 8.                                                               | Hongkong (HKG)                                                   | 0                                                                | 1                                                                | 0                                                                | 1        |
| 8.                                                               | Japán (JPN)                                                      | 0                                                                | 1                                                                | 0                                                                | 1        |
|                                                                  |                                                                  |                                                                  |                                                                  |                                                                  |          |
| 10.                                                              | Kína (CHN)                                                       | 0                                                                | 0                                                                | 2                                                                | 2        |
| 11.                                                              | Franciaország (FRA)                                              | 0                                                                | 0                                                                | 1                                                                | 1        |
|                                                                  |                                                                  |                                                                  |                                                                  |                                                                  |          |
| Összesen                                                         | Összesen                                                         | 7                                                                | 7                                                                | 7                                                                | 21       |

## Érmesek

### Fiú
| A 2014. évi nyári ifjúsági olimpiai játékok érmesei fiú vívásban |                                          |                                        |                                       |
| Versenyszám                                                      | Arany                                    | Ezüst                                  | Bronz                                 |
| Párbajtőr                                                        | Esztergályos Patrik · Magyarország (HUN) | Linus Islas Flygare · Svédország (SWE) | Ivan Limarev · Oroszország (RUS)      |
| Tőr                                                              | Andrzej Rzadkowski · Lengyelország (POL) | Choi Chun Yin Ryan · Hongkong (HKG)    | Enguerand Roger · Franciaország (FRA) |
| Kard                                                             | Ivan Ilin · Oroszország (RUS)            | Kim Dongju · Dél-Korea (KOR)           | Yan Yinghui · Kína (CHN)              |

### Lány
| A 2014. évi nyári ifjúsági olimpiai játékok érmesei lány vívásban |                                            |                                        |                                    |
| Versenyszám                                                       | Arany                                      | Ezüst                                  | Bronz                              |
| Párbajtőr                                                         | Lee Sinhee · Dél-Korea (KOR)               | Eleonora de Marchi · Olaszország (ITA) | Åsa Linde · Svédország (SWE)       |
| Tőr                                                               | Sabrina Massialas · Egyesült Államok (USA) | Karin Miyawaki · Japán (JPN)           | Huang Ali · Kína (CHN)             |
| Kard                                                              | Alina Moseyko · Oroszország (RUS)          | Chiara Crovari · Olaszország (ITA)     | Záhonyi Petra · Magyarország (HUN) |

### Vegyes csapat
| A 2014. évi nyári ifjúsági olimpiai játékok érmesei vegyes csapat vívásban | | | |
| Versenyszám                                                                | Arany | Ezüst | Bronz |
| Vegyes csapat                                                              | Ázsia–Óceánia 1 · Chien Kei Hsu Albert · Hongkong (HKG) · Choi Chun Yin Ryan · Hongkong (HKG) · Misaki Emura · Japán (JPN) · Kim Dongju · Dél-Korea (KOR) · Lee Sinhee · Dél-Korea (KOR) · Karin Miyawaki · Japán (JPN) | Európa 1 · Esztergályos Patrik · Magyarország (HUN) · Marta Martyanova · Oroszország (RUS) · Ivan Ilin · Oroszország (RUS) · Eleonora De Marchi · Olaszország (ITA) · Andrzej Rządkowski · Lengyelország (POL) · Alina Moseyko · Oroszország (RUS) | Európa 2 · Chiara Crovari · Olaszország (ITA) · Marios Giakoumatos · Görögország (GRE) · Linus Islas Flygare · Svédország (SWE) · Åsa Linde · Svédország (SWE) · Enguerand Roger · Franciaország (FRA) · Anna Szymczak · Lengyelország (POL) |